# Біцзі
Біцзи (笔记) — один з жанрів китайської літератури. У перекладані значить «нотатки». Зародився наприкінці династії Тан, а свій розвиток здобув за часи династії Сун.

## Особливості
Це зібрання нотаток про все, що цікавило автора, за складом надзвичайно строкате і різноманітне. Окремі записи короткі, але, зібрані воєдино, вони складають цілі книги.
Це були:
- думки про прочитане;
- різні випадки з життя автора, його рідних і знайомих;
- і чутки і анекдоти.

Особливо цікаві тематичні «біцзі». Часто вони носять тільки довідковий характер, іноді це маленька енциклопедія. Не так давно перевидані біцзі, присвячені сунським столицям. У них записані назви вулиць і провулків, перераховані храми, ворота і вежі, описані давно зниклі палаци і народні звичаї (святкові, весільні та поховальні); йдеться про місця громадських розваг, садах і парках, відомих стравах і народному мистецтві.
Відмінна риса «біцзі» — фактографічность. Вона не рівнозначна достовірності, так як в записах різних чуток і подій чимало довільного, але для жанру в цілому характерно, що всі записи мають зовнішнє обґрунтування і спираються на факти, які могли бути навіть плодом фантазії, але яким автор вірив.
Для «біцзі» характерна повна свобода поводження з чужими творами. У них викладено (зазвичай в стислому вигляді) чимало сюжетів повістей і новел того часу. Вони переписувалися, доповнювалися, поліпшувалися або скорочувалися.
Найвідомішими «біцзі» є : «Ліс записів Дунпо» Су Ши, «Записки з кабінету Процвітання» Хун Мая, «Записки з Менсі» Шень Куо.